# Halictus turanicus
Halictus turanicus är en biart som beskrevs av Morawitz 1893. Halictus turanicus ingår i släktet bandbin, och familjen vägbin. Inga underarter finns listade i Catalogue of Life.